# 18-as busz (Tatabánya)
A tatabányai 18-as jelzésű autóbusz a Kertváros, végállomás és a Bányász körtér között közlekedik. A vonalat a T-Busz Tatabányai Közlekedési Kft. üzemelteti.

## Története
A buszvonalat 2018. január 2-án indította el Tatabánya új közlekedési társasága, a T-Busz Kft.

## Útvonala
| Bányász körtér felé | Kertváros, végállomás felé |
| --- | --- |
| Kertváros, végállomás – Építők útja – Hadsereg utca – Szent György utca – Kertvárosi lakótelep, forduló – Szent György utca – Hadsereg utca – Alkotmány utca – Lapatári út – Rákóczi Ferenc út – Erdész utca – Réti utca – Dózsa György út – Köztársaság útja – Összekötő út – Bláthy Ottó utca – Csaba utca – Táncsics Mihály út – Kormos út – Népház utca – Vértanúk tere – Népház utca – Semmelweis utca – dr. Mohi Rezső utca – Mikoviny Sámuel utca – Vigadó utca – Rózsa utca – Gyöngyvirág sor – dr. Mohi Rezső utca – Bányász körtér | Bányász körtér – dr. Mohi Rezső utca – Gyöngyvirág sor – Rózsa utca – Vigadó utca – Mikoviny Sámuel utca – dr. Mohi Rezső utca – Semmelweis utca – Népház utca – Vértanúk tere – Népház utca – Kormos út – Táncsics Mihály út – Csaba utca – Bláthy Ottó utca – Összekötő út – Köztársaság útja – Dózsa György út – Réti utca – Erdész utca – Rákóczi Ferenc út – Lapatári út – Alkotmány utca – Hadsereg utca – Szent György utca – Kertvárosi lakótelep, forduló – Szent György utca – Hadsereg utca – Építők útja – Kertváros, végállomás |

## Megállóhelyei
| 0  | Kertváros, végállomás végállomás | 40 | 3, 3A, 3G, 3L, 4, 4E, 8, 8L, 8S, 9, 9D, 10, 38, 38G, 52, 53, 53B, 54                                                                                                 |
| 1  | Kölcsey Ferenc utca              | 39 | 3, 3A, 3G, 3L, 4, 4E, 8, 8L, 8S, 9, 9D, 10, 38, 38G, 52, 53, 53B, 54                                                                                                 |
| 2  | Bányász Művelődési Ház           | 38 | 3, 3A, 3G, 3L, 4, 4E, 8, 8L, 8S, 9, 9D, 10, 38, 38G, 52, 53, 53B, 54                                                                                                 |
| 3  | Gerecse utca                     | 37 | 3, 3A, 3G, 3L, 4, 4E, 8, 8L, 8S, 9, 9D, 10, 38, 38G, 52, 53, 53B, 54                                                                                                 |
| 5  | Kertvárosi lakótelep, forduló    | 35 | 3G, 3L, 8L, 10, 38, 38G |
| 6  | Kertvárosi lakótelep             | 34 | 3G, 3L, 4, 4E, 8L, 9, 9D, 10, 38, 38G, 52I, 53, 53B, 53I, 54, 59B |
| 8  | Kertváros, alsó                  | 32 | 8, 8L, 8S, 10, 38, 38G |
| 10 | Alkotmány utca                   | ∫  | 8, 8L, 8S, 38, 38G |
| ∫  | Lapatári utca                    | 29 | 3, 3A, 3G, 3L, 8, 8L, 8S, 10, 38, 38G, 52, 52I, 53, 53B, 53I, 59B |
| 13 | Mentőállomás                     | 27 | 8, 8L, 8S, 11, 38, 38G, 51B, 52, 52I, 59, 59B |
| 15 | Millennium lakópark              | 25 | 2, 8, 8L, 8S, 9D, 26, 26R, 38, 38G, 51B, 52, 52I, 59, 59B, 59I |
| 16 | Bánki Donát Iskola               | 24 | 2, 8, 8L, 8S, 9D, 26, 26R, 38, 38G, 51B, 52, 52I, 59, 59B, 59I |
| ∫  | Kollégium                        | 23 | 1, 1G, 6, 8, 8L, 8S, 9, 11, 38, 38G, 50, 57, 59 |
| 18 | Kórház                           | 22 | 1, 1G, 6, 8, 8L, 8S, 9, 11, 16, 38, 38G, 50, 57, 59B 8402, 8403, 8419, 8441, 8442, 8443, 8444, 8460, 8462, 8464 1702, 1758, 1841, 1842, 1844, 1845, 1848, 1851, 1852 |
| 20 | A Vértes Agorája                 | 20 | 5, 5P, 8, 8L, 8S, 15, 53I, 55 8410, 8421, 8422, 8423, 8432, 8435, 8436, 8437, 8442                                                                                   |
| 21 | Köztársaság útja                 | 19 | 5, 5P, 8, 8L, 8S, 15, 53I, 55 |
| 23 | Kodály Zoltán Iskola             | 17 | 5, 5P, 6, 8, 8L, 10, 15, 16, 38, 38G, 53B, 53I, 55, 57, 59B 8406, 8410, 8419, 8421, 8422, 8423, 8432, 8435, 8436, 8437, 8442, 8443, 8471 1784                        |
| 25 | Tesco                            | 15 | 8, 8L, 8S, 9, 9D, 38, 38G, 53B, 57, 59, 59I |
| 28 | Táncsics Mihály út               | 12 | 3, 3G, 3L, 10, 52, 52I, 53, 53I |
| 29 | Autópálya elágazás               | 11 | 3, 3G, 3L, 10, 52, 52I, 53, 53I |
| 31 | Hármashíd                        | 9  | 3, 3A, 3G, 3L, 8, 8L, 8S, 10, 38, 38G, 53B 8406, 8410, 8421, 8422, 8423                                                                                              |
| 32 | Vértanúk tere                    | 8  | 3, 3A, 3G, 3L, 5, 5P, 8, 8L, 8S, 10, 38, 38G, 53B, 59B 8406, 8410, 8421, 8422, 8423, 8435, 8437, 8471                                                                |
| 34 | Népház                           | 6  | 3, 3A, 3G, 3L, 5, 5P, 8, 8L, 8S, 10, 38, 38G, 53B, 59B |
| 36 | Gőzfürdő                         | 5  | 1, 1G, 3, 3A, 3G, 3L, 4, 4E, 6, 8, 8L, 8S, 11, 16, 38, 38G, 51, 51B, 53B 8435, 8436                                                                                  |
| 37 | Újtemető                         | 4  | 1, 1G, 3, 3A, 3G, 3L, 4, 4E, 6, 8, 8L, 8S, 11, 16, 38, 38G, 51, 51B, 53B                                                                                             |
| 38 | Vigadó út                        | 2  | 1G, 3G, 36, 38G |
| 40 | Bányász körtér végállomás        | 0  | 1, 3, 3A, 3G, 3L, 4, 4E, 6, 8, 8L, 8S, 11, 16, 36, 38, 38G, 51, 51B, 53B 8432, 8435, 8436, 8443                                                                      |